# كارين لارسون
كارين لارسون (بالسويدية: Karin Larsson)‏ (3 أكتوبر 1859 – 18 فبراير 1928) كانت فنانة ومصممة سويدية تعاونت مع زوجها كارل لارسون، وكانت الموديل في كثير من الأحيان ضمن لوحاته.

## النشأة والتعليم

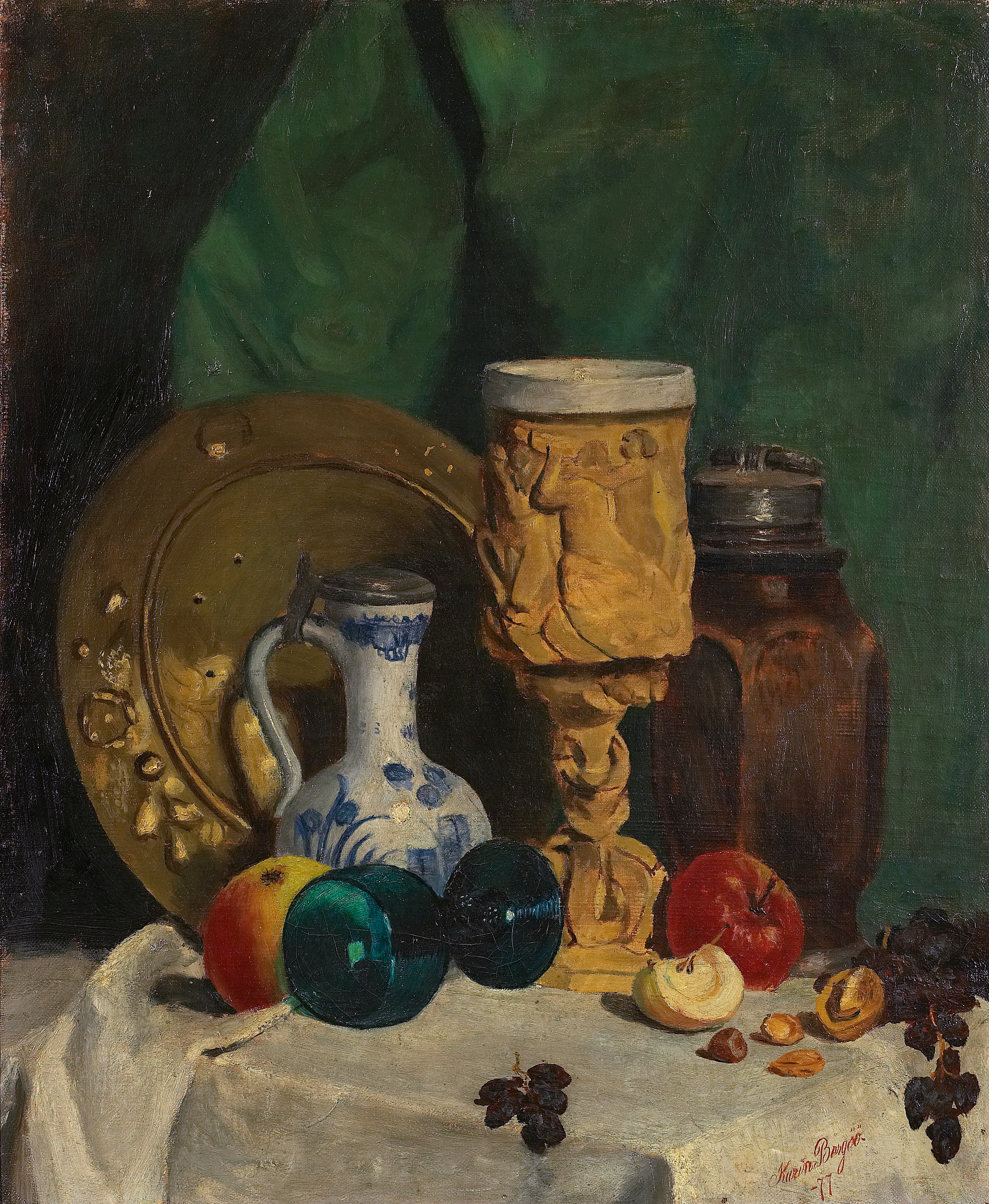
Still Life with Fruit and Tankard ، 1877 لوحة لكارين بيرجو

وُلدت كارين بيرجو في أوريبرو ونشأت في هالسبيرغ، حيث كان والدها أدولف بيرجو رجل أعمال ناجح. تزوجت شقيقتها الصغرى، ستينا، من الجيولوجي الإنجليزي فرانسيس آرثر باثر. أظهرت كارين موهبة فنية مبكرة، وبعد إنهائها للدراسة من مدرسة فرانسكا سكولان إيكول في ستوكهولم، درست في سلوجسكولان (مدرسة الحرف اليدوية؛ الآن كونستفاك) في الفترة 1877 إلى 1882 في الأكاديمية السويدية الملكية للفنون. بعد الانتهاء من دراستها هناك، ذهبت إلى غريز سور لوينغ، خارج باريس، حيث كانت يوجد مستعمرة للفنانين الاسكندنافيين، وذلك لمواصلة الرسم.

## الحياة مع كارل لارسون

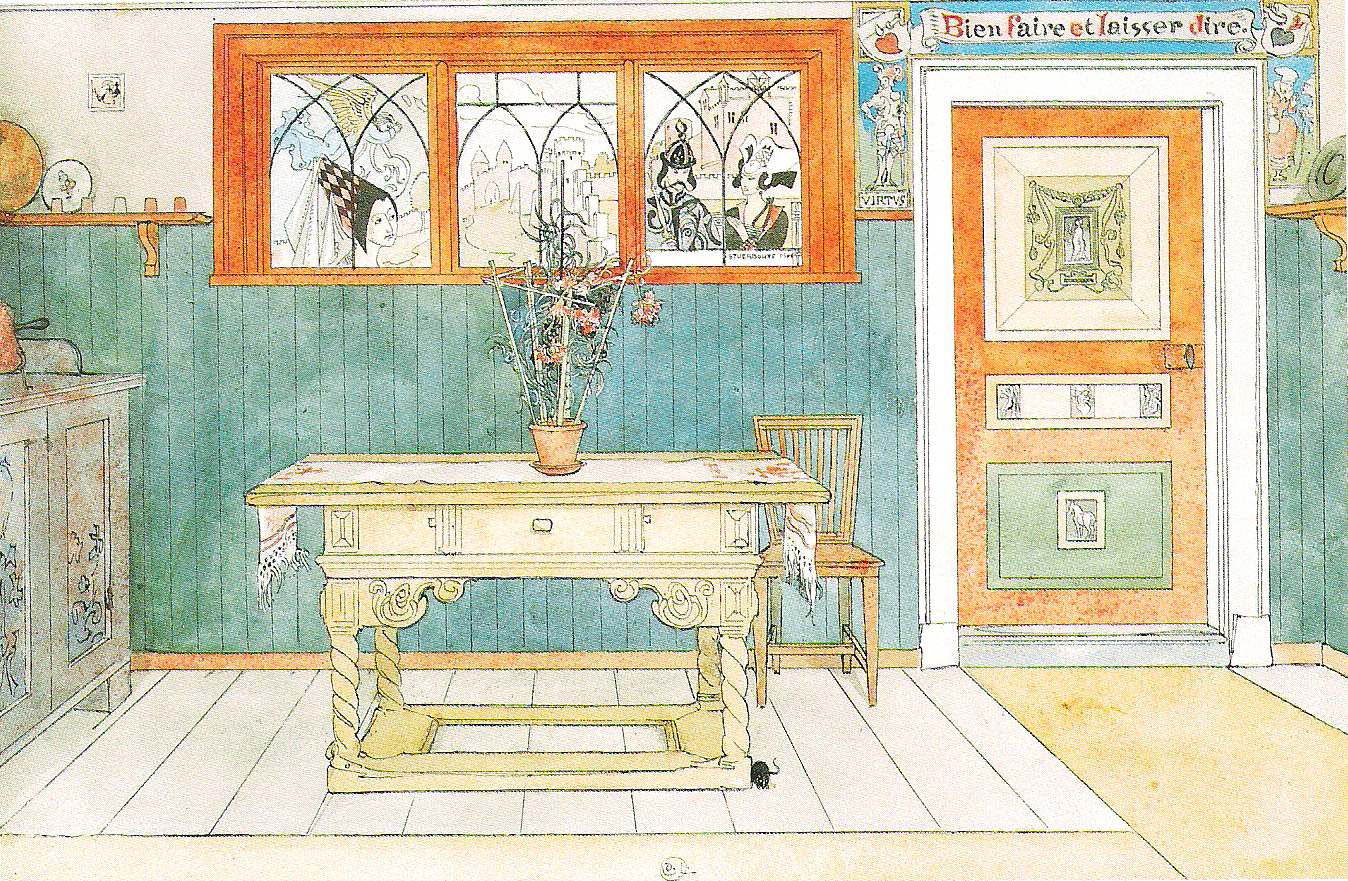
قامت كارين بتوجيه نبضاتها الفنية إلى التصميم في منزلها

في غريز سور لوينغ التقت كارل لارسون. وقعا في الحب وعادا إلى ستوكهولم في عام 1883 حيث تزوجا، وعادا معًا ثانية إلى غريز سور لوينغ، حيث وُلد طفلتهما الأولى سوزان في عام 1884. في العام التالي، عادوا جميعا إلى السويد.

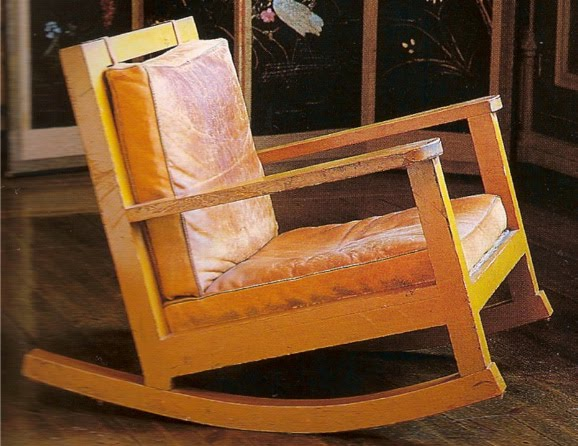
كرسي هزاز صممه كارين لارسون

في عام 1888، ذهبت العئالة إلى باريس، بناءً على اقتراح من بونتوس فورستنبرغ ‏ من جوتنبرج، الذي أراد أن يضيف لوحة كبيرة من تصميم كارل إلى مجموعته الفنية. تركوا طفليهما مع والدي كارين في هالسبيرج، وعند عودتهم بعد عام، قاموا بتزيين منزل بيرجوس الجديد. ثم انتقلوا إلى ليلى هيتنز ، وهي كوخ (ستوغا) في صندبورن على مشارف فالون حيث كان والدها قد ولد. قاموا بتوسيعه لاستيعاب أسرتهم المتنامية وأصبح المكان يعرف باسم مزرعة لارسون.
قامت كارين بدور الناقد لأعمل كارل، بالإضافة إلى كونها نموذجه الأساسي لأعماله. وبوجود الأطفال والمنزل الكبير الذي تديره، قامت بتوجيه دوافعها الفنية إلى التصميم. فصممت ونسجت كمية كبيرة من المنسوجات المستخدمة في المنزل، وقامت بالتطريز، وتصميم ملابس لها وللأطفال، وصممت الأثاث الذي تم إنشاؤه بواسطة نجار محلي. فعلى سبيل المثال، كانت البيناوريس التي ترتديها هي ونساء أخريات يعملن في صندبورن ، من تصميمها. النمط الذي تم تزيين المنزل به وتأثيثه بتصاميم كارين، كما هو موضح في لوحات كارل، إدى إلى ابتكار أسلوب سويدي جديد معترف به:    «على النقيض التام من النمط السائد للمفروشات الثقيلة الداكنة تضمنت التصميمات الداخلية المشرقة مزيجًا مبتكرًا من التصميم الشعبي السويدي»  في «الغرفة السويدية» التي أنشأتها بدلا من بغرفة الرسم الغير المستخدمة، أزلت الستائر ووضعت أثاثًا على الجدران حول منصة مرتفعة، مما أوجد غرفة داخل غرفة كانت تستخدمها العائلة كثيرًا، كما هو موضح في لوحات كارل، مع أريكة في زاوية للقيلولة.  كانت تصميماتها وألوانها جديدة أيضًا: «كثيرا ما تستخدم النباتات بشكل منمق في التطريز. وأعادت تفسير الزخارف اليابانية في الكتان الأسود والأبيض.» 
دفنت بعد وفاتها في مقبرة صندبورن.

## في الثقافة الشعبية
كانت لارسون مصدر إلهام لرواية كاثي آشنبورغ لعام 2018، صوفي وسيسيليا ، ‏ وهي قصة خيالية عن حياتها.

## روابط خارجية
- Föreningen Karin Bergöö Larssons vänner